# Krzynno
Krzynno – osada w Polsce położona w województwie zachodniopomorskim, w powiecie drawskim, w gminie Drawsko Pomorskie. W latach 1975–1998 miejscowość administracyjnie należała do województwa koszalińskiego. W roku 2007 osada liczyła 19 mieszkańców. Miejscowość wchodzi w skład sołectwa Jankowo.

## Geografia
Osada leży ok. 3 km na północ od Jankowa.